# زوريكو دافيتاشفيلي
زوريكو دافيتاشفيلي (مواليد 15 فبراير 2001) هو لاعب كرة قدم جورجي يلعب في مركز الجناح الأيسر في نادي دينامو باتومي.

## روابط خارجية
- زوريكو دافيتاشفيلي على موقع الاتحاد الأوربي (الإنجليزية)
- زوريكو دافيتاشفيلي على موقع قاعدة بيانات كرة القدم.إي يو (الإنجليزية)
- زوريكو دافيتاشفيلي على موقع ليكيب (الفرنسية)
- زوريكو دافيتاشفيلي على موقع ناشيونال فوتبول تيمز (الإنجليزية)
- زوريكو دافيتاشفيلي على موقع Soccerway.com (الإنجليزية)
- زوريكو دافيتاشفيلي على موقع عالم كرة القدم.نت (الإنجليزية)